# Ferrovia Aigle-Sépey-Diablerets
La ferrovia Aigle-Sépey-Diablerets è una linea ferroviaria a scartamento metrico della Svizzera.

## Storia
Aigle e Le Sépey erano collegate sin dal 1840 da una strada costruita dal canton Vaud, prolungata nel 1868 a Les Diablerets e percorsa da diligenze (che in estate proseguivano verso Gstaad e Saanen) in coincidenza con i treni della ferrovia Losanna-Briga alla stazione di Aigle.
Con l'incremento del turismo a fine Ottocento, nel 1897 fu presentata domanda di concessione per una linea tra Aigle e Le Sépey; un altro progetto fu presentato nel 1904 dal comitato promotore della ferrovia Aigle-Ollon-Monthey per una linea tra Aigle, Le Sépey e Leysin con prolungamento per Les Diablerets. Il 12 maggio 1910 il Gran Consiglio vodese concesse un sussidio per la costruzione della ferrovia, che il 24 dicembre dello stesso anno vide la costituzione della società Chemin de fer Aigle-Sépey-Diablerets (ASD).
I lavori iniziarono l'11 giugno 1911, e impiegarono tra 800 e 900 lavoratori, provenienti principalmente dal Piemonte. Il 22 dicembre 1913 aprì il primo tratto della linea, tra Aigle e Le Sépey; la restante tratta, tra Le Sépey e Les Diablerets, fu inaugurata il 6 luglio 1914 e aperta al pubblico il giorno seguente. A causa dello scoppio della prima guerra mondiale vi fu un drastico calo del turismo, compensato da un aumento del traffico merci (legname). Terminate le ostilità il traffico viaggiatori riprese, con un nuovo calo in occasione della Grande depressione (nel 1932 l'ASD, per la prima volta, chiuse il bilancio in perdita).
Alle 20:15 del 26 giugno 1940 un incendio, dovuto ad un corto circuito elettrico, distrusse il deposito della linea, tre elettromotrici e quattro carrozze. Per tamponare l'emergenza furono noleggiate carrozze dalla ferrovia Montreux-Oberland Bernese e dalla Chemins de fer électriques Veveysans, in attesa della ricostruzione dei mezzi distrutti dal fuoco.
Nel gennaio 1975 la gestione della linea fu unificata con quella delle vicine ferrovie Aigle-Leysin e Bex-Villars-Bretaye nel consorzio Transports Publics du Chablais, cui si unì nel giugno 1977 la ferrovia Aigle-Ollon-Monthey-Champéry. Nel settembre 1976 il rapporto Anghem della Confederazione Elvetica spinse per la chiusura della linea (insieme alla Aigle-Ollon-Monthey-Champéry e alla Nyon-La Cure), da sostituire con autobus: per evitare la soppressione si costituì un comitato per la salvaguardia delle linee, sostenuto nel 1981 dal canton Vaud; si riuscì, nel 1985, a prorogare la concessione della linea per cinquant'anni, e con l'appoggio del cantone furono acquistate quattro nuove automotrici, in servizio dal 1987. Dal luglio 1999 sono riprese anche le sovvenzioni del governo federale.

## Caratteristiche
La linea, a scartamento metrico, è lunga 21,4 km. La linea è elettrificata a corrente continua con la tensione di 1.500 V (1.350 V fino al 1956); il raggio minimo di curva è 50 metri, la pendenza massima è del 60 per mille. La velocità massima ammessa è 60 km/h.

### Percorso
|  | Unknown route-map component "STR+l" | Unknown route-map component "CONTfq" |

| Unknown route-map component "CONTr+f" | Unknown route-map component "v-STR" | Unknown route-map component "d" |  |

| Station on track | Unknown route-map component "vKBHFa-BHF" | Unknown route-map component "d" |  |

| Unknown route-map component "CONTr+g" | Unknown route-map component "ev-SHI2gl" + Unknown route-map component "vÜSTr" | Unknown route-map component "exvSHI2+r-" | Unknown route-map component "d" |

| Unknown route-map component "dCONTgq" | Unknown route-map component "exSTRq" + Unknown route-map component "v-STRr" | Unknown route-map component "exv-STRr" + Unknown route-map component "vSTR-" |  |

|  |  | Stop on track |

|  |  | Station on track |

| Unknown route-map component "STR+l" | Unknown route-map component "STR+r" | Stop on track |  |  |

| Straight track | Enter and exit short tunnel | Straight track |  |  |

| Station on track | Straight track | Straight track |  |  |

| Straight track | Unknown route-map component "tSTRla" | Unknown route-map component "tSTRra" |  |  |

| Enter and exit short tunnel |

| Unknown route-map component "hSTRae" |

| Station on track |

| Enter and exit short tunnel |

| Enter and exit tunnel |

| Station on track |

| Stop on track |

| Straight track |  | Water |  |  |

| Unknown route-map component "ABZl+l" | Station on transverse track | Unknown route-map component "hKRZWaeq" | Unknown route-map component "STR+r" |  |

| 12,77 |
| 14,75 |

| Straight track |  | Water | Straight track |  |

| Straight track |  |  | End station |  |

| Unknown route-map component "hSTRae" |

| Enter and exit short tunnel |

| Unknown route-map component "hSTRae" |

| Stop on track |

| Stop on track |

| Station on track |

| Stop on track |

| Stop on track |

| Station on track |

| Unknown route-map component "hKRZWae" | Transverse water |  |  |  |

| Stop on track |

| Stop on track |

| End station |

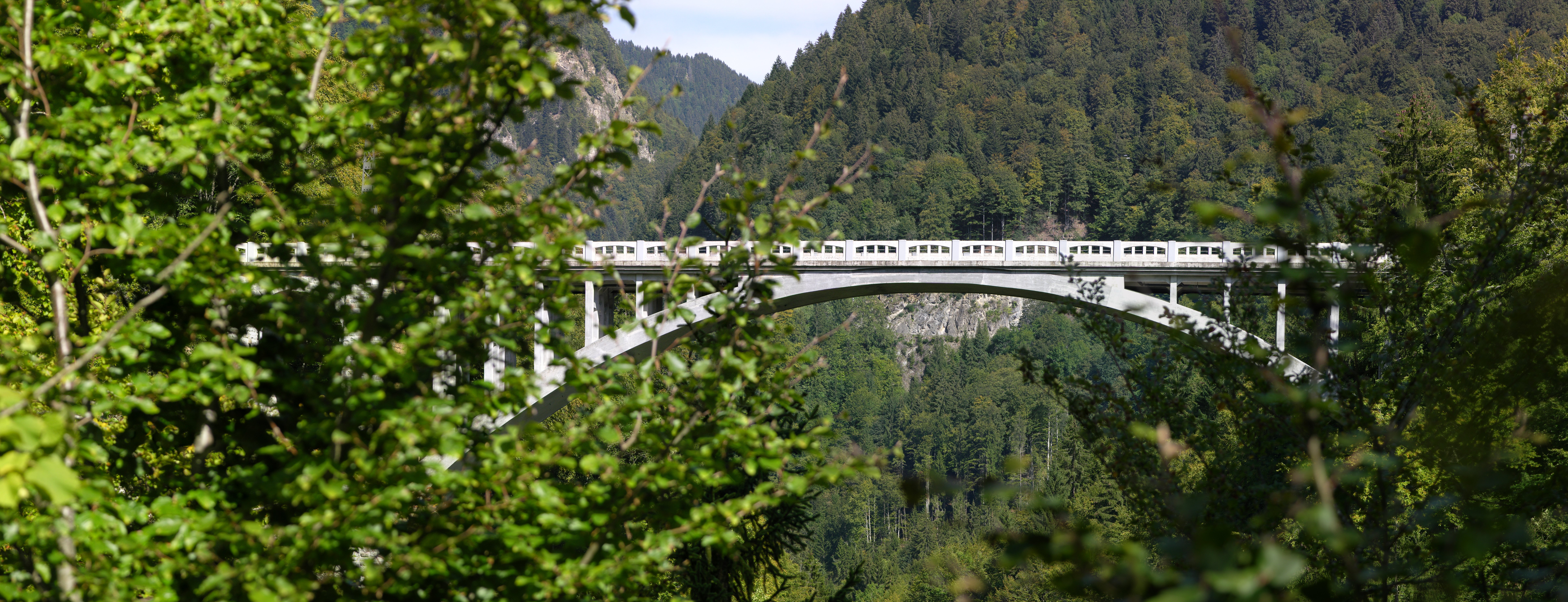
Il Pont des Planches a Ormont-Dessous

La stazione di Aigle della TPC è stata rinnovata a fine 2007: ha sei binari (uno dei quali con tensione commutabile tra 900 e 1500 V) paralleli a quelli della Losanna-Briga e utilizzabili da tutte le linee TPC facenti capo ad Aigle.
Dal 1965 la linea è raccordata alla ferrovia Aigle-Leysin, permettendo l'utilizzo dei rotabili di quest'ultima linea sulla Aigle-Sépey-Diablerets.
Da Aigle la linea risale la vallée des Ormonts con 250 tra muri di sostegno, tunnel, ponti e viadotti: degno di nota il Pont des Planches a Ormont-Dessous, classificato come bene culturale di importanza nazionale.

## Materiale rotabile
Il materiale rotabile originario era costituito da cinque elettromotrici a carrelli con vano bagagliaio, di cui due dotate anche di compartimento postale (serie BCFe 4/4 1÷3 e CFZe 4/4 11÷12), tutte costruite dalla Schlieren con parte elettrica Brown Boveri. I rotabili andarono in parte distrutti nell'incendio del 1940: quelli incendiati furono ricostruiti da Schlieren e Brown Boveri tra il 1941 e il 1948, mentre le motrici superstiti vennero uniformate alle altre entro il 1949; due di esse (la 1 e la 2) sono ancora in servizio sulla linea, usate come rotabili storici; altre due (3 e 12) sono state vendute nel 1988 alla Chemin de fer de la Mure, in Francia, mentre la restante motrice è stata demolita nel 1989.
Il 24 giugno 1987 sono state presentate ufficialmente quattro nuove elettromotrici (serie BDe 4/4 401÷404), battezzate con nomi di località della zona. Tali convogli sono stati sostituiti dal luglio 2024 da tre elettrotreni di costruzione Stadler Rail (serie ABe 4/8 471÷473).

### Materiale motore - prospetto di sintesi
| Unità            | Anno di costruzione | Costruttore  | Note |
| ---------------- | ------------------- | ------------ | --- |
| BCFe 4/4 1÷3     | 1913                | SWS-AEG      | 1 distrutta nel 1940 e ricostruita, riclassificata ABFe 4/4 nel 1956, ABDe 4/4 nel 1962, BDe 4/4 nel 1986, conservata come rotabile storico 2 distrutta nel 1940 e ricostruita nel 1942 come BCFe 4/4 3, riclassificata ABFe 4/4 nel 1956, ABDe 4/4 nel 1962, BDe 4/4 nel 1986, ceduta nel 1988 alla Chemin de fer de La Mure 3 rinumerata nel 1942 BCFe 4/4 11, riclassificata ABFe 4/4 nel 1956, ABDe 4/4 nel 1962, BDe 4/4 nel 1986, demolita nel 1989 |
| CFZe 4/4 11÷12   | 1913                | SWS-BBC      | 11 distrutta nel 1940 e ricostruita nel 1942 come BCFe 4/4 2, ABFe 4/4 nel 1956, ABDe 4/4 nel 1962, BDe 4/4 nel 1986, conservata come rotabile storico 12 riclassificata nel 1949 come BCFe 4/4, ABFe 4/4 nel 1956, ABDe 4/4 nel 1962, BDe 4/4 nel 1986, ceduta nel 1988 alla Chemin de fer de La Mure |
| BDe 4/4 401÷404  | 1987                | ACMV-BBC     | |
| ABDe 4/8 471÷473 | 2024                | Stadler Rail | |